# Un acte d'amour
Pour plus de détails, voir Fiche technique et Distribution.
Un acte d'amour est un film franco-américain réalisé par Anatole Litvak et sorti en 1953.

## Synopsis
Au début des années 1950 Robert Teller (Kirk Douglas) visite un port de mer dans le sud de la France. Il se souvient de l’époque où il servait dans l'armée, peu après la libération de Paris.
À cette époque, pour échapper à la caserne et aux camarades, Robert loue une chambre dans un hôtel-restaurant. Lise (Dany Robin), une orpheline sans argent ni papiers d'identité, cherche un moyen d'échapper aux autorités et elle lui demande de la faire passer pour sa femme. Même s'il ne lui inspire pas confiance, elle commence à tomber amoureuse de lui. Elle lui parle de l'époque où elle se sentait tout heureuse et en sécurité – quand elle vivait dans un petit village au bord de la mer.
Mais voilà qu’une rafle au marché noir fait jeter Lise en prison, elle est humiliée d’être maintenant (comme Jean Valjean) cataloguée comme « criminelle à vie ». À ce moment-là, Robert se prend à l'aimer profondément et est prêt à l'épouser.
Seulement il doit obtenir l’autorisation de son supérieur, mais celui-ci refuse, pensant savoir ce qui est le mieux pour ses hommes. Robert se voit immédiatement transféré hors de Paris. Il déserte, mais est arrêté. Lise se sent d'autant plus abandonnée que Robert ne se présente pas à leur mariage.
Alors que ses pensées reviennent au présent, Robert rencontre son ancien supérieur (qui avait essayé de reconnaître son visage) et il l’entend alors raconter à sa femme quel écervelé était ce Robert à l'époque et comment il l’a « sauvé » des griffes d'une Française : « Je parierais, dit l’ancien supérieur, que vous ne l'avez pas revue depuis la guerre. – Vous avez raison, répond Robert. On a sorti son corps de la rivière peu après mon transfert. »

## Fiche technique
- Titre original : Un acte d'amour
- Titre alternatif français : Quelque part dans le monde
- Titre anglais : Act of Love
- Réalisation : Anatole Litvak
- Scénario : Joseph Kessel, Irwin Shaw d’après le roman d'Alfred Hayes The Girl on the Via Flaminia (1949)
- Dialogues français : Joseph Kessel
- Assistants-réalisation : Michel Boisrond, Serge Vallin
- Décors : Alexandre Trauner, Auguste Capelier
- Costumes : Antoine Mayo, Gladys de Segonzac, assistés de Léon Zay
- Maquillages : Roger Chanteau et Louis Louc
- Coiffures : Alex Archambault et Joseph Marino
- Photographie : Armand Thirard
- Opérateur : Louis Née
- Son : Joseph de Bretagne
- Montage : William Hornbeck, Leonide Azar, Jacqueline Thiédot
- Musique : Michel Emer, Joe Hajos
- Chansons : Michel Emer
- Scripte : Jeanne Witta
- Photographe de plateau : Léo Mirkine
- Régisseurs : Louis Théron, Eugène Nase, assistés de Margot Capelier
- Production : Anatole Litvak
- Producteur associé : Georges Maurer
- Directeurs de production : Pierre Laurent, Gordon Griffith
- Sociétés de production : United Artists (États-Unis), Benagoss Productions, Filmaur (France)
- Société de distribution : United Artists
- Pays de production :  France,  États-Unis
- Langues de tournage : anglais, français
- Format : 35 mm — noir et blanc — 1.37:1 — son monophonique (Western Electric)
- Genre : drame
- Durée : 106 min
- Dates de sortie : 
  - États-Unis : 17 décembre 1953
  - France : 7 mai 1954
- (fr) Classification CNC : tous publics (visa d'exploitation no 13663 délivré le 16 avril 1954)

## Distribution
- Kirk Douglas : le soldat Robert Teller
- Dany Robin : Lisa Guyadec
- Barbara Laage : Nina
- Gabrielle Dorziat : Adèle Lacaud
- Fernand Ledoux : Fernand Lacaud
- Serge Reggiani : Claude Lacaud
- Robert Strauss : le sergent Johnny Blackwood
- Marthe Mercadier : la jeune femme à la terrasse de l'hôtel Belle Rive
- George Mathews : le capitaine Henderson
- Richard Benedict : Pete
- Leslie Dwyer : le sergent Anglais
- Sydney Chaplin
- Brigitte Bardot : Mimi
- Nedd Willard
- Gilberte Géniat : Madame Ethel Henderson (non créditée)
- Grégoire Aslan : le commissaire (non crédité)
- Edmond Ardisson : le concierge de l'hôtel Belle Rive
- Dora Doll : une prostituée (non créditée)
- Dominique Davray : une prostituée (non créditée)
- Jean-Pierre Cassel : un danseur (non crédité)
- Yves Brainville : non crédité
- Ivan Desny : non crédité
- Hyman Yanowitz : un infirmier militaire US
- Jess Hahn : un soldat (non crédité)
- Gérard Séty : non crédité
- Martine Alexis
- Georges Bever
- Dominique Marcas
- Gérard Buhr

## Tournage
- Période prises de vue : 5 janvier au 14 avril 1953
- Extérieurs : 
  - Paris, Grand Palais (le casernement des troupes américaines)
  - Villefranche-sur-Mer (Alpes-Maritimes)